# سينثيا كاميرون
سينثيا كاميرون (بالإنجليزية: Cynthia Cameron)‏ هي لاعبة تايكوندو أسترالية، ولدت في 26 مارس 1980 في برث في أستراليا.

## وصلات خارجية
- سينثيا كاميرون على موقع أوليمبيديا (الإنجليزية)
- سينثيا كاميرون على موقع اللجنة الأولمبية الأسترالية (الإنجليزية)